# Blinjski Kut
Blinjski Kut är en ort i Kroatien.   Den ligger i länet Moslavina, i den östra delen av landet, 60 km sydost om huvudstaden Zagreb. Blinjski Kut ligger 99 meter över havet och antalet invånare är 386.
Terrängen runt Blinjski Kut är platt. Runt Blinjski Kut är det mycket glesbefolkat, med 7 invånare per kvadratkilometer. Närmaste större samhälle är Sisak, 9,1 km nordväst om Blinjski Kut. I omgivningarna runt Blinjski Kut växer i huvudsak lövfällande lövskog.